# 주베이징 퀘벡 정부 대표부
주베이징 퀘벡 정부 대표부(프랑스어: Délégation générale du Québec à Beijing, 영어: Quebec Government Office in Beijing, 중국어: 魁北克政府驻北京办事处)는 중화인민공화국 베이징시에 위치한 퀘벡 정부 대표부이다. 1998년에 정식 개관했으며 사무국 지위를 갖고 있다. 이 공관은 베이징시, 충칭시, 간쑤성, 허베이성, 헤이룽장성, 허난성, 지린성, 랴오닝성, 내몽골 자치구, 닝샤 후이족 자치구, 칭하이성, 산시성 (섬서성), 쓰촨성, 산둥성, 산시성 (산서성), 톈진시, 신장 위구르 자치구를 관할하며 산하 공관으로 주칭다오 퀘벡 무역 사무소(프랑스어: Antenne du Québec à Qingdao, 영어: Quebec Trade Office in Qingdao, 중국어: 魁北克驻青岛商务办公室)를 두고 있다.
주베이징 퀘벡 정부 대표부는 캐나다 퀘벡주와 중국 중앙 정부, 베이징시, 랴오닝성, 산동성, 허베이성 지방 정부 간의 경제, 과학, 기술, 교육 및 문화 관계 발전에 기여한다. 대표부는 중국에서 사업을 원하는 퀘벡주의 기업들과의 연락을 제공하고 중국의 경제 환경과 최신 동향을 전달하는 역할을 수행한다.

## 같이 보기
- 퀘벡 정부 대표부